# Tommaso Cagnola

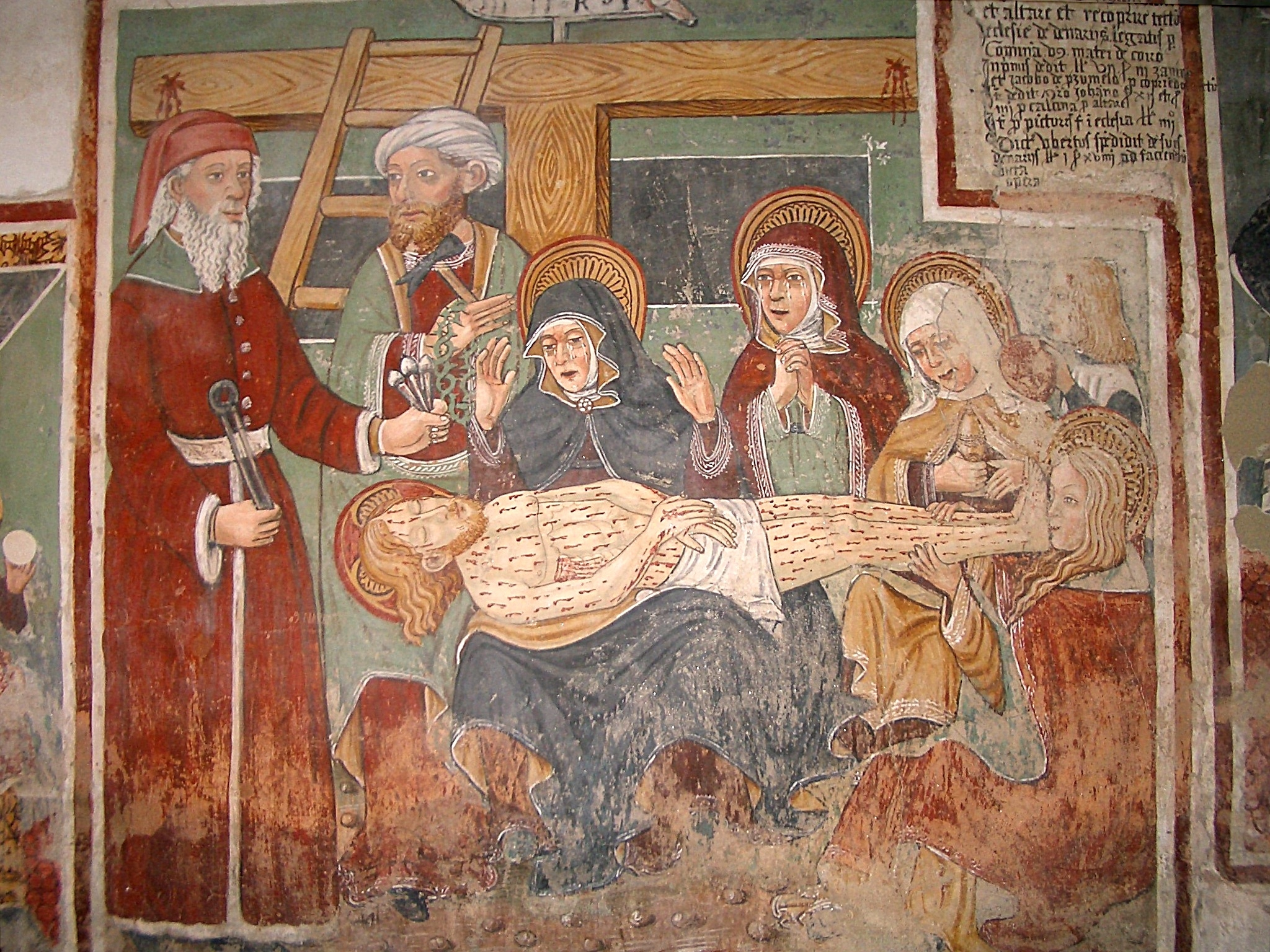
Tommaso Cagnola, Compianto sul Cristo morto, Bolzano Novarese, Chiesa di San Martino di Engrevo

Tommaso Cagnola, o Cagnoli (prima del 1479 – 1509 circa), è stato un pittore italiano, titolare di una delle principali botteghe presenti a Novara attiva tra il XV e il XVI secolo.

## Biografia
Le scarse fonti documentarie non consentono di individuare con esattezza le origini del pittore; si sa invece che fu titolare di quella che fu verosimilmente la più feconda bottega presente a Novara tra gli ultimi decenni del XV secolo e i primi del successivo.

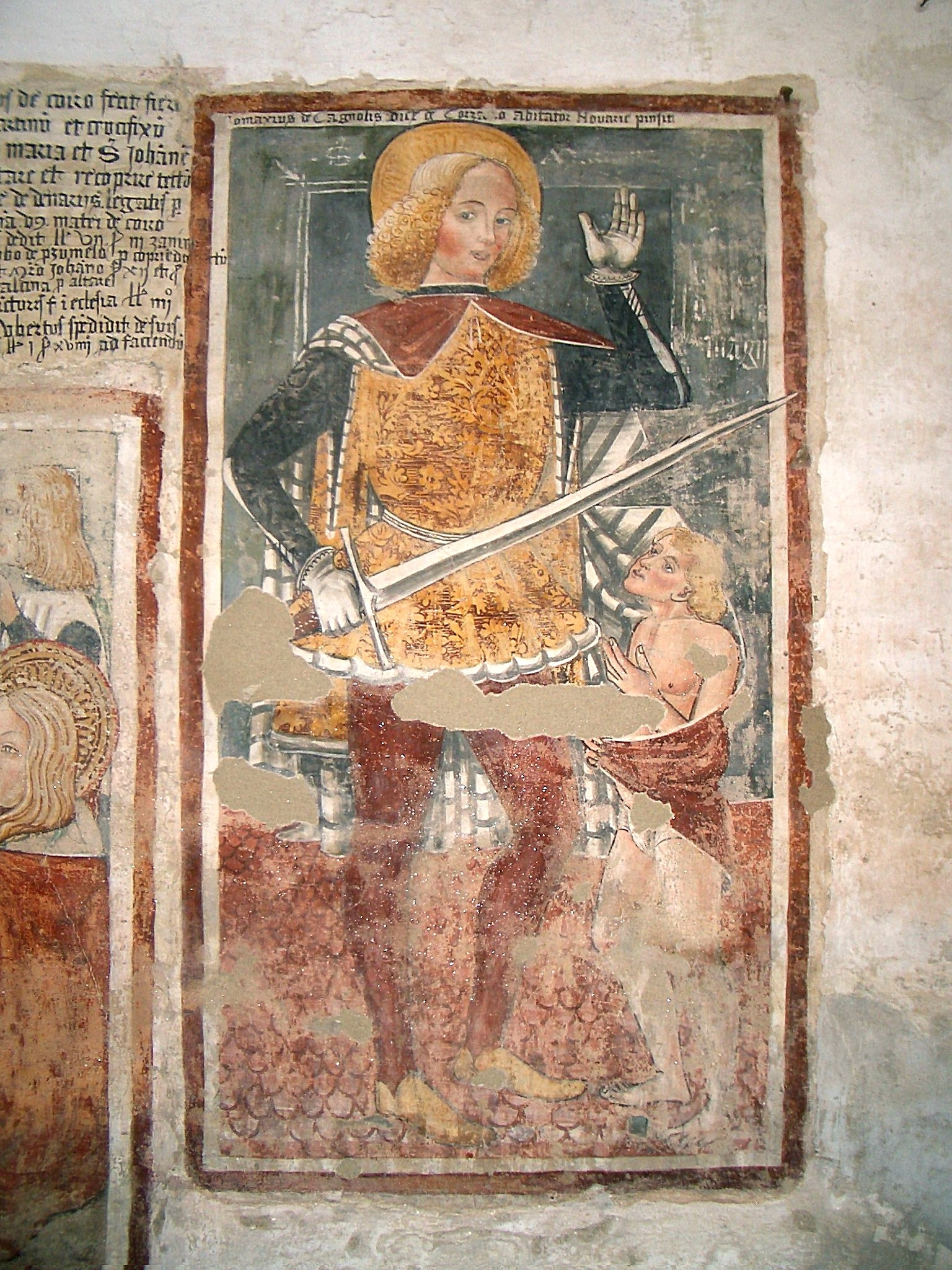
Tommaso Cagnola, San Martino e il povero, Bolzano Novarese, Chiesa di San Martino di Engrevo

All'interno della bottega dei Cagnola operarono anche i suoi figli Giovanni, Francesco e Sperindio. Quest'ultimo divenne allievo e collaboratore di Gaudenzio Ferrari traghettando la produzione artistica della bottega verso forme espressive genuinamente rinascimentali. Al contrario, Giovanni e Francesco si mossero costantemente, anche se con minor talento, nella scia stretta degli insegnamenti paterni.
La produzione artistica di Tommaso e dei suoi due figli, Giovanni e Francesco, si realizzò soprattutto in opere a fresco di soggetto religioso, apprezzate da una vasta committenza nel novarese, nel territorio ossolano, arrivando sino alla Valsesia. La loro attività si espresse essenzialmente in antiche chiese romaniche ed oratori di campagna, popolando tali edifici di immagini di santi e di scene evangeliche di gusto popolare, che dovevano corrispondere a speciali devozioni dei committenti, ovvero alla funzione didattica che la chiesa affidava ai cicli pittorici (come Biblia pauperorum).
Nel dicembre del 1490 venne chiamato, insieme ai suoi figli, a Milano presso la corte degli Sforza per preparare gli allestimenti scenici per le contemporanee feste nuziali di Beatrice d'Este con Ludovico il Moro e di Anna Sforza con Alfonso d'Este. In quell'occasione conobbe Bernardino Butinone e Bernardo Zenale, incaricati di dirigere la folta schiera di artisti convocati a corte, senza peraltro che l'incontro con i due importanti pittori milanesi lasciasse traccia nel suo linguaggio tardogotico.
Difficile è spesso distinguere i contributi di Tommaso rispetto a quello del figlio Giovanni (di cui poco si conosce) e di Francesco, che fu peraltro pittore molto fecondo.
Il loro linguaggio, che si attarda vistosamente su forme tardo gotiche, si connota per alcune particolarità stilistiche che equivalgono ad una sorta di marchio di fabbrica. A. A. Boratto le specifica in questi termini: 
(A. A. Boratto)

### Famiglia
Era figlio di Giovanni e marito di Giustina Canta (appartenente all'omonima famiglia di pittori novaresi), con la quale ebbe numerosi figli: Giovanni, Francesco, Sperindio, Angelo, Evangelista, Profeta, Clemenza e Concordia.
Oltre che con i Canta, la famiglia era imparentata con i nobili Tettoni, grazie al matrimonio di Giovanni con Clemenza Tettoni, e i Bagliotti.

## Opere
Un catalogo delle opere che si possono assegnare con sicurezza a Tommaso comprende affreschi presenti nei seguenti edifici religiosi:

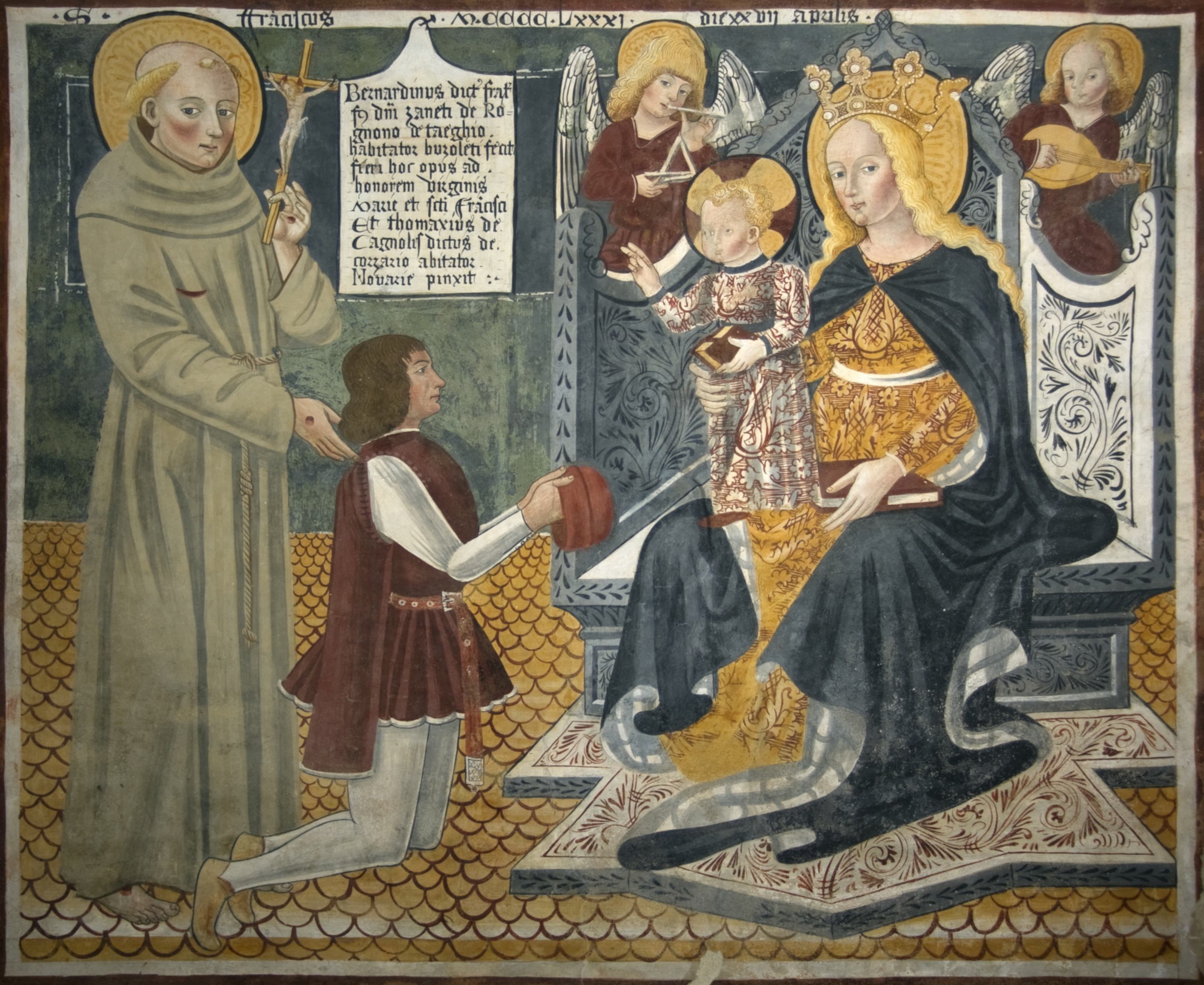
Madonna con Bambino, due angeli e San Francesco che presenta il committente, Oratorio di Santa Maria (Garbagna Novarese)

- Chiesa di Santa Maria a Garbagna Novarese, San Francesco che presenta l'offerente alla Madonna in trono con Bambino e due angeli musicanti, opera firmata, 1481[5];
- Oratorio della Madonna della Gelata a Soriso, Madonna col Bambino, opera firmata, 1490;
- Chiesa di San Martino a Bolzano Novarese, Compianto sul Cristo Morto, San Martino e il povero, opere firmate, databili verso la fine del XV – inizio del XVI secolo[6];
- Abbazia di San Nazzaro della Costa presso Novara, Ritratto del Beato Tommaso Caccia, di Novara, opera firmata[7][8].

Sono inoltre attribuiti a Tommaso un Ritratto di nobiluomo ed una Madonna in trono con il Bambino, affreschi datati 1502, provenienti da una casa di Sogno – frazione di Villadossola – ora staccati e conservati al Sacro Monte di Domodossola.
Altre opere della sua bottega nelle quali è stata individuata la sua mano sono:
- Oratorio della Madonna del Latte a Gionzana, frazione di Novara: affreschi sulle pareti di destra e di sinistra, tra essi una Madonna col Bambino e San Giuseppe;
- Pieve di San Giovanni a Vespolate;
- Pieve di San Pietro a Casalvolone: Cristo Pantocratore, Apostoli con San Pietro in trono[10], Madonna della Misericordia;
- Chiesa di Santa Maria delle Grazie (o Oratorio dei Palazzi) a Vicolungo: Madonna della Misericordia;
- Chiesa della Santissima Trinità poco fuori dall'abitato di Momo, lungo la strada regionale n. 229.

Oltre alle tante opere a fresco, Tommaso fu anche impegnato nella realizzazione di dipinti su tavola. È documentato come autore, assieme al figlio Sperindio, di due ancone realizzate nel 1507 e nel 1509 per la confraternita dei Disciplini di Gattinara, opere andate perdute. Nessuna altra tavola gli è attribuibile con certezza.